# 保罗·格兰特
保罗·爱德华·格兰特（英語：Paul Edward Grant，1974年1月6日—），美国NBA联盟职业篮球运动员。他在1997年的NBA选秀中第1轮第20顺位被明尼苏达森林狼选中。